# Стринги

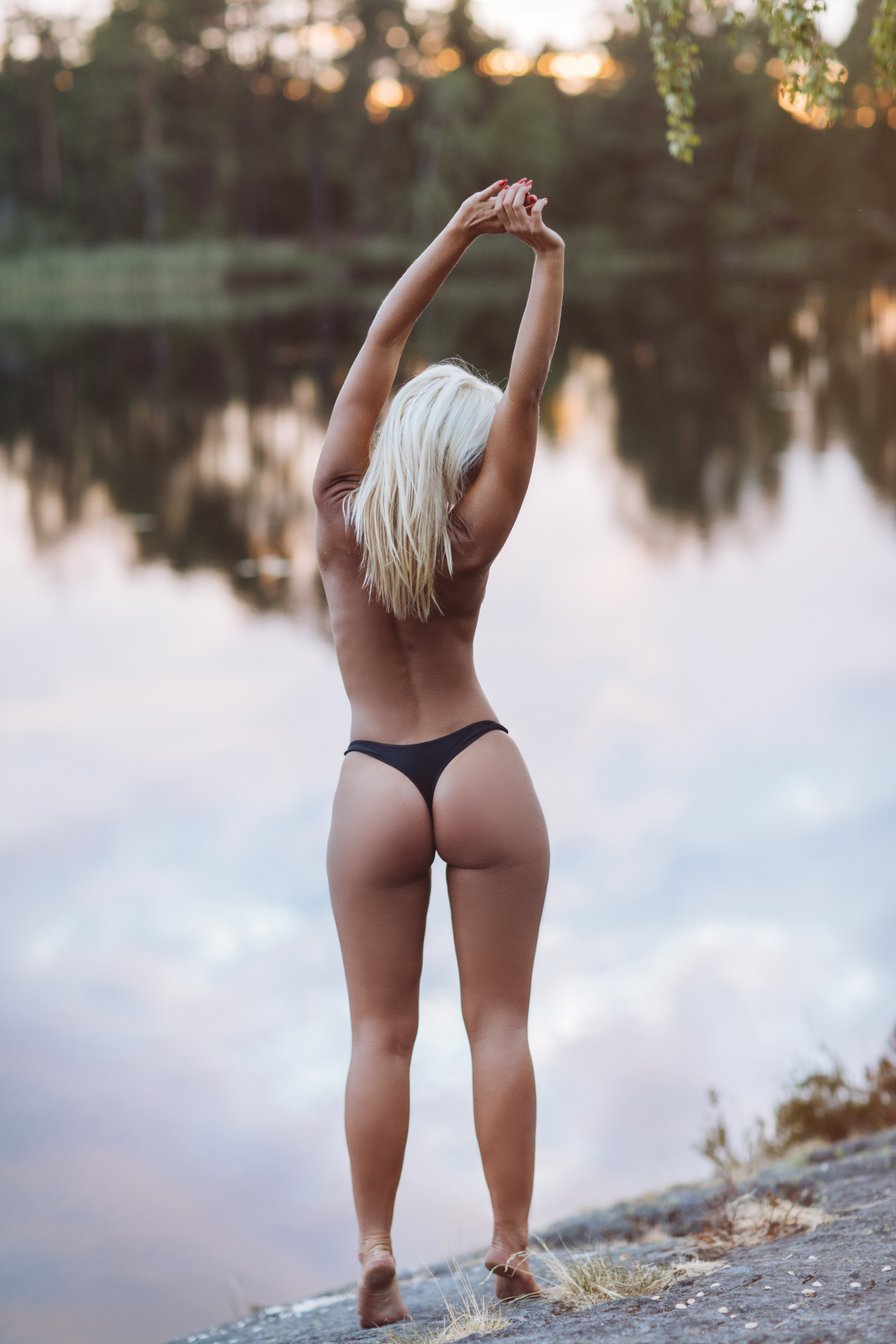
Девушка в стрингах

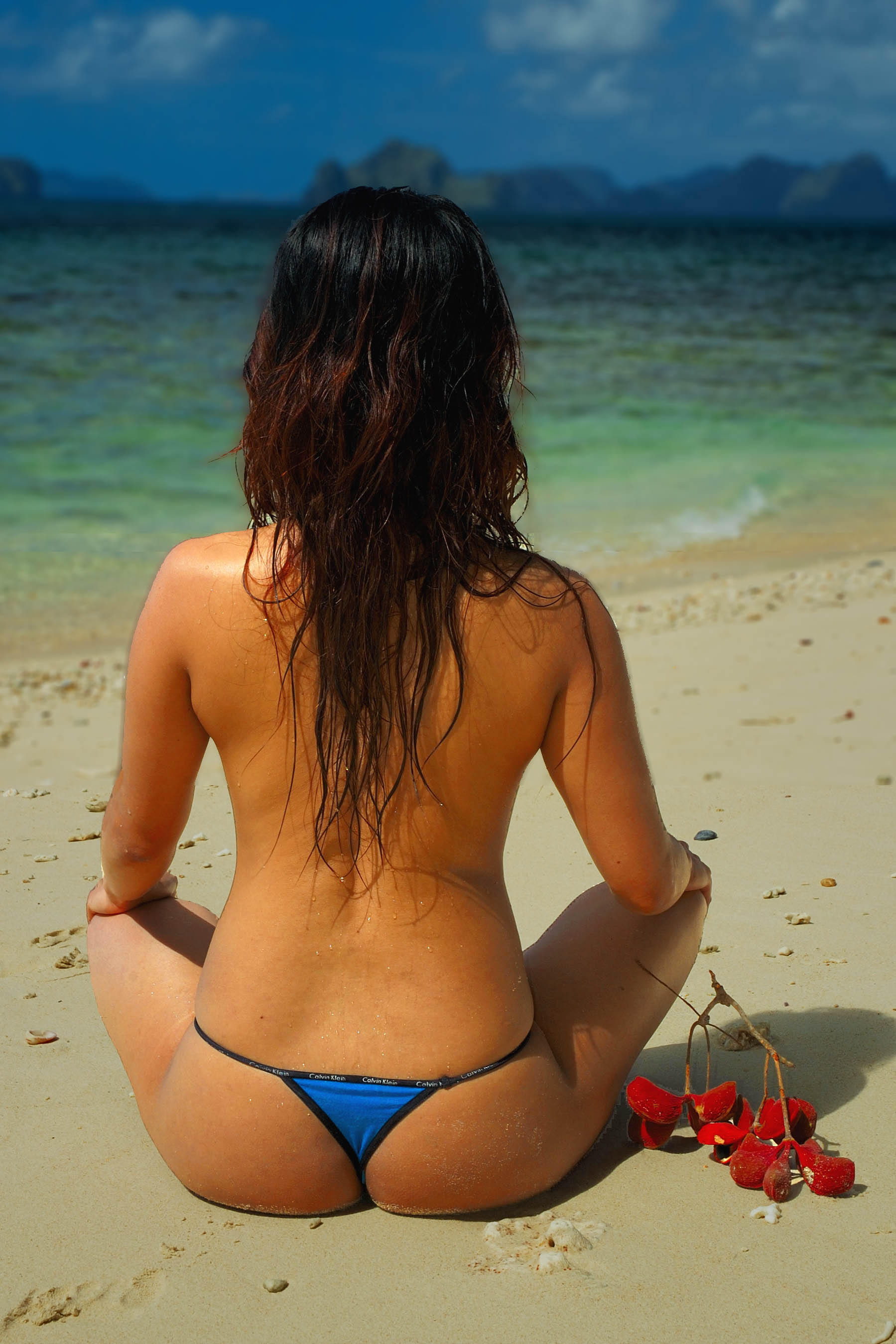
Девушка в G-стрингах

Стри́нги (англ. string «шнурок, верёвка») или танга (англ. thong «полоска кожи, ремень») — разновидность мини-трусов, используемых как нижнее бельё или купальник: состоят из одного или двух треугольников с узкой соединительной полоской на бёдрах, в виде полоски ткани или резинки. Главной особенностью является максимальное открытие ягодиц, для большей сексуальной привлекательности либо равномерного загара, при этом спереди трусы выглядят как обычное бикини. Стринги часто являются частью других видов одежды — боди, чулка на тело, леотарда (гимнастического купальника), либо слитного купальника-стринг. Стринги различаются в зависимости от толщины лямок, материала, типа задней части, и доступны как для женщин, так и для мужчин практически по всему миру.

## Разновидности
Различают 4 разновидности стрингов: Т, G, V и С.

### T-стринги
T-стринги сзади образуют пересечение всего из трёх тонких тканевых линий в виде буквы «T».

### G-стринги
| Зад                 | Бока     | Бока   | Бока      | Бока |
| Зад                 | Полоски  | Шнурки | Без всего |      |
| ------------------- | -------- | ------ | --------- | ---- |
| Слабая прикрытость  | V-string | T-back | Maebari   |      |
| Средняя прикрытость | G-string |        | C-string  |      |
| Полная прикрытость  | Cheeky   |        |           |      |

G-стринги — это тип танга-белья или купальника, узкий кусок ткани, кожи или пластмассы, покрывающий или придерживающий гениталии, проходит между ягодиц и присоединяется к полосе вокруг бёдер. Носятся главным образом женщинами, реже — мужчинами. G-стринги сзади образуют небольшой треугольник.
Термины G-стринги и танга часто смешивают, однако чисто технически это разные виды одежды. Танга — это трусы-слипы с очень узкими боковыми полосками и низкой посадкой.
В отличие от других видов трусиков-стринг, у которых буква-название говорит сама за себя, происхождение и смысл названия G-стринги не ясен. Лингвист Роберт Хендриксон считает, что G есть сокращение англ. groin «пах», которое во время появления стрингов было словом-табу.

### V-стринги
V-стринги похожи на G-версию, но треугольник образован из тонких линий, в центре которых нет ткани.

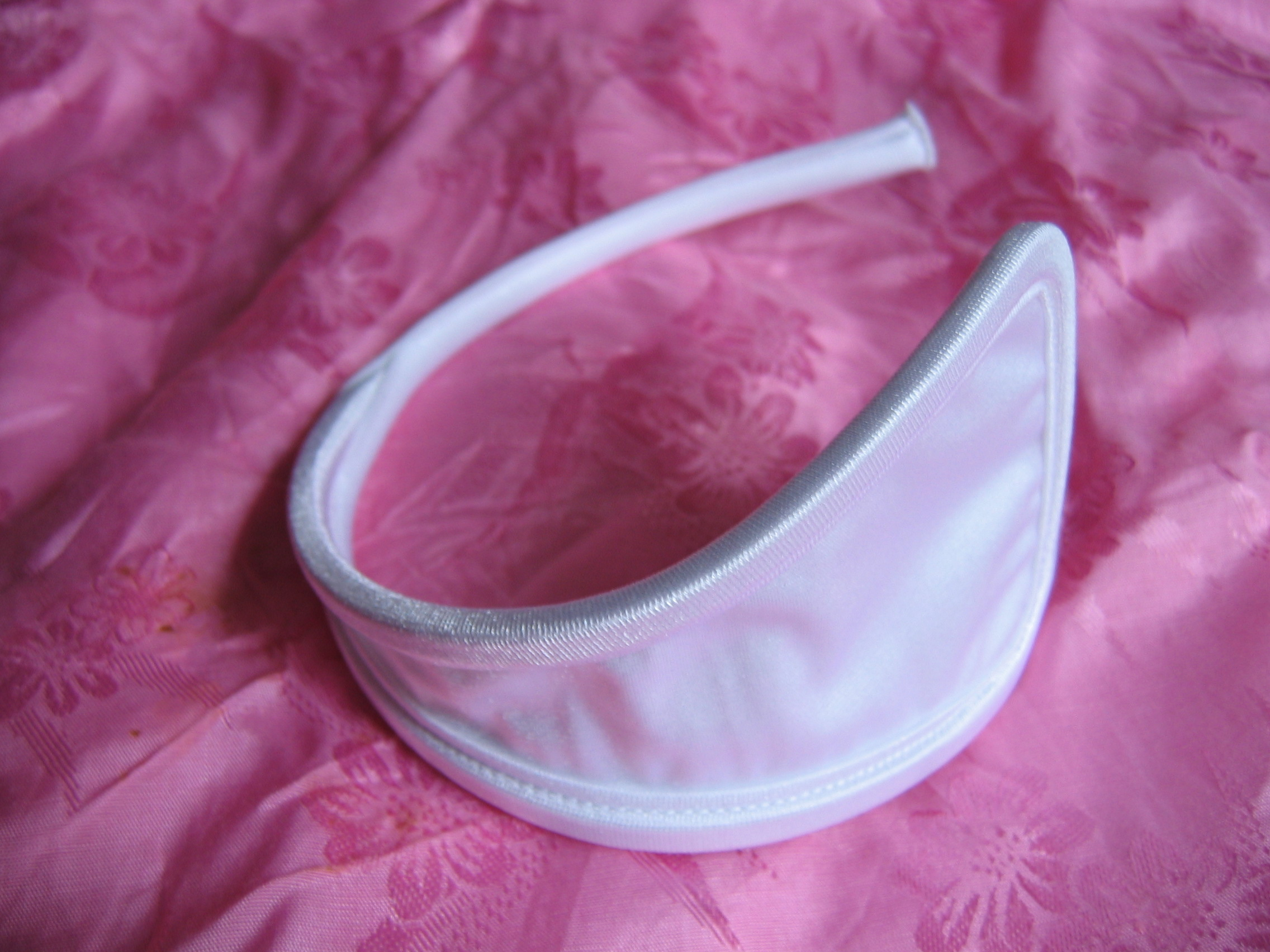
С-стринги

### С-стринги
C-стринги не имеют резинок по бокам; держатся за счёт упругости каркаса конструкции и/или тонких силиконовых полосочек на обоих концах.

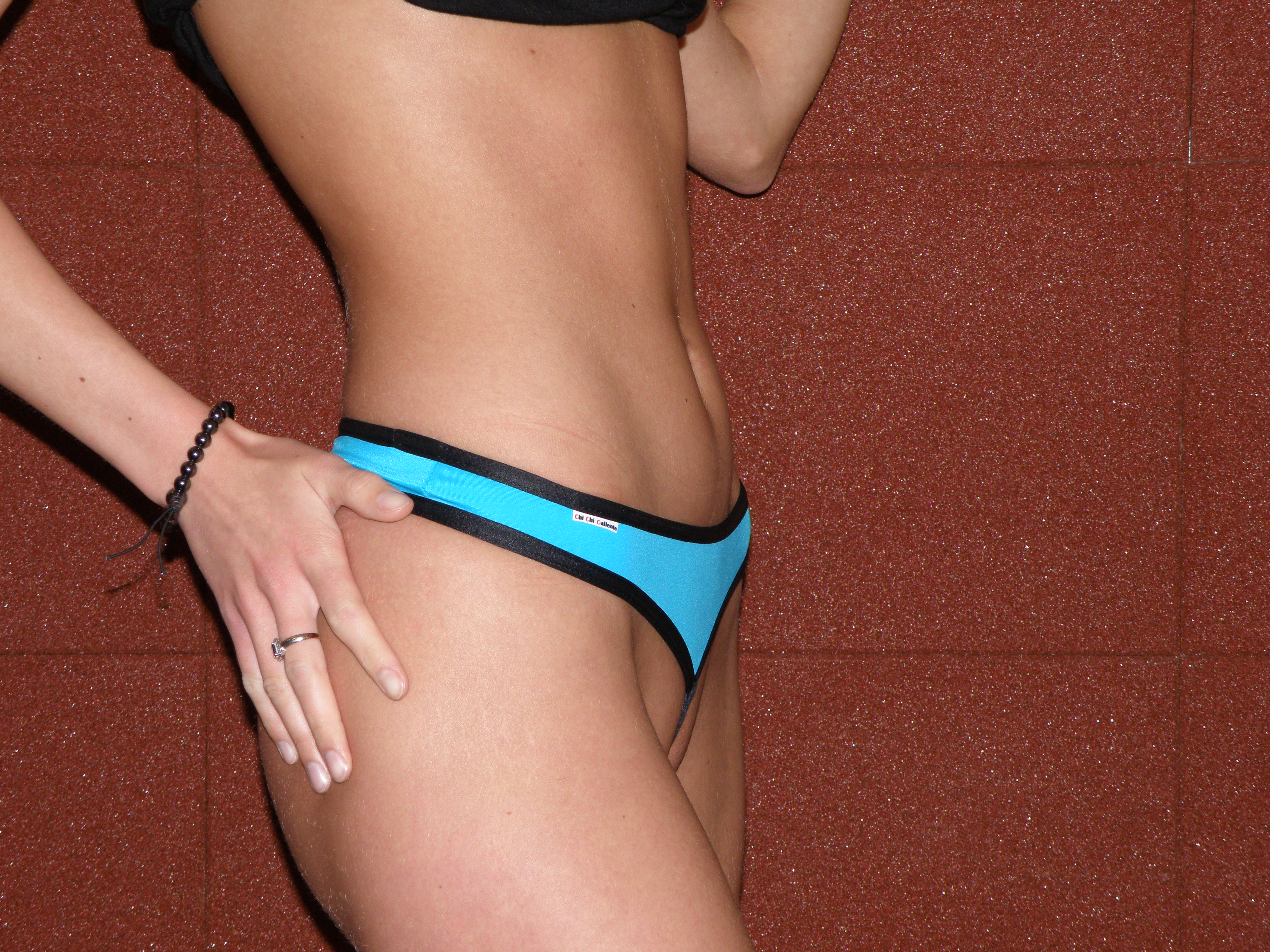
Т-фронты

### Т-фронт стринги
Т-фронт (англ. T-front «T-перед») стринги узкие даже спереди. Некоторые стили покрывают шнурок жемчугом для украшения и стимуляции.

### Cheeky (Бразильяна)
Чикибоксеры (англ. cheeky — развязный), шортики-стринги, чики-стринги, чики, бразильяна — стиль трусиков, прикрывающих чуть больше тела, чем стринги, но оставляющие нижнюю часть ягодиц открытыми. Некоторые «чики» используются в качестве нижнего белья, в то время как другие являются нижней частью бикини. Часто имеют поясок на талии. Иногда их называют «бразильяна», но обычно они похожи на классические стринги с чуть более широким треугольником сзади.

### Maebari

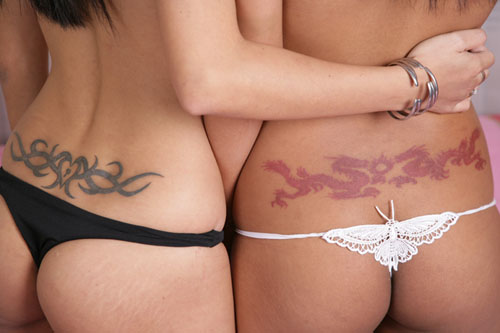
Танга (слева) и стринги (справа)

Maebari (前貼り) японская набедренная повязка в виде клейкой ленты (часто имеет форму прямоугольника), покрывающая половые органы. Maebari крепится как пэстис, и поскольку не имеет твёрдой рамы вокруг промежности (в отличие от дизайна C-стрингов), то часто оставляет анус открытым. Хотя традиционно maebari используется японцами как нижнее белье, в дизайне купальников многих иностранных производителей они называются бикини без лямок (англ. strapless bikini) или бикини без верёвок (no string bikini), трусики-maebari используются с пэстис того же стиля (в качестве верха купальника).
В 2014 дизайнер Jenny Buettner и её бренд Shibue Couture представили западному потребителю расширенный дизайн maebari (который закрывает анус) под кличкой «Трусики без линий и лямок» (англ. No-Line Strapless Panty). Новинку тепло встретили Кейт Аптон и Роузи Хантингтон-Уайтли.

### Мужские стринги

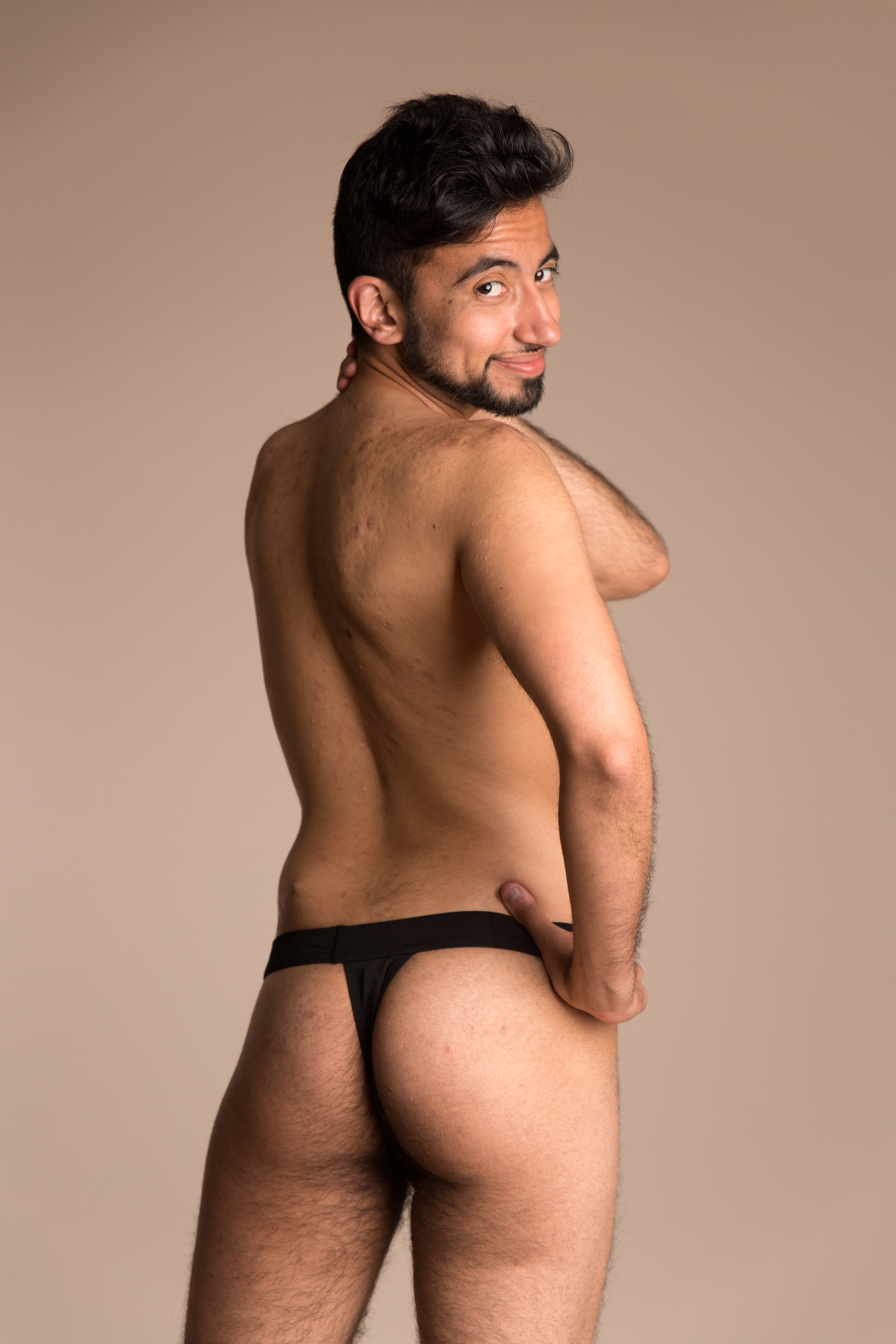
Мужчина в чёрных стрингах

Существуют специальные стринги для мужчин. Они пользуются популярностью за счет удобства ношения, а также по причине максимальной открытости мужского тела — именно поэтому мужские стринги востребованы среди стриптизёров. Наиболее распространённый тип мужских стрингов — G-стринги.

## Происхождение
Название происходит от английского слова string — «веревка, завязка, шнурок». Носится представителями обоих полов, но значительно чаще женщинами.
Существуют купальники с плавками-стрингами. На европейских пляжах принято носить такие купальники, особенно в Испании и Германии. Одним из основных преимуществ купальника-стрингов является то, что он позволяет приобрести более равномерный и привлекательный загар.

## История

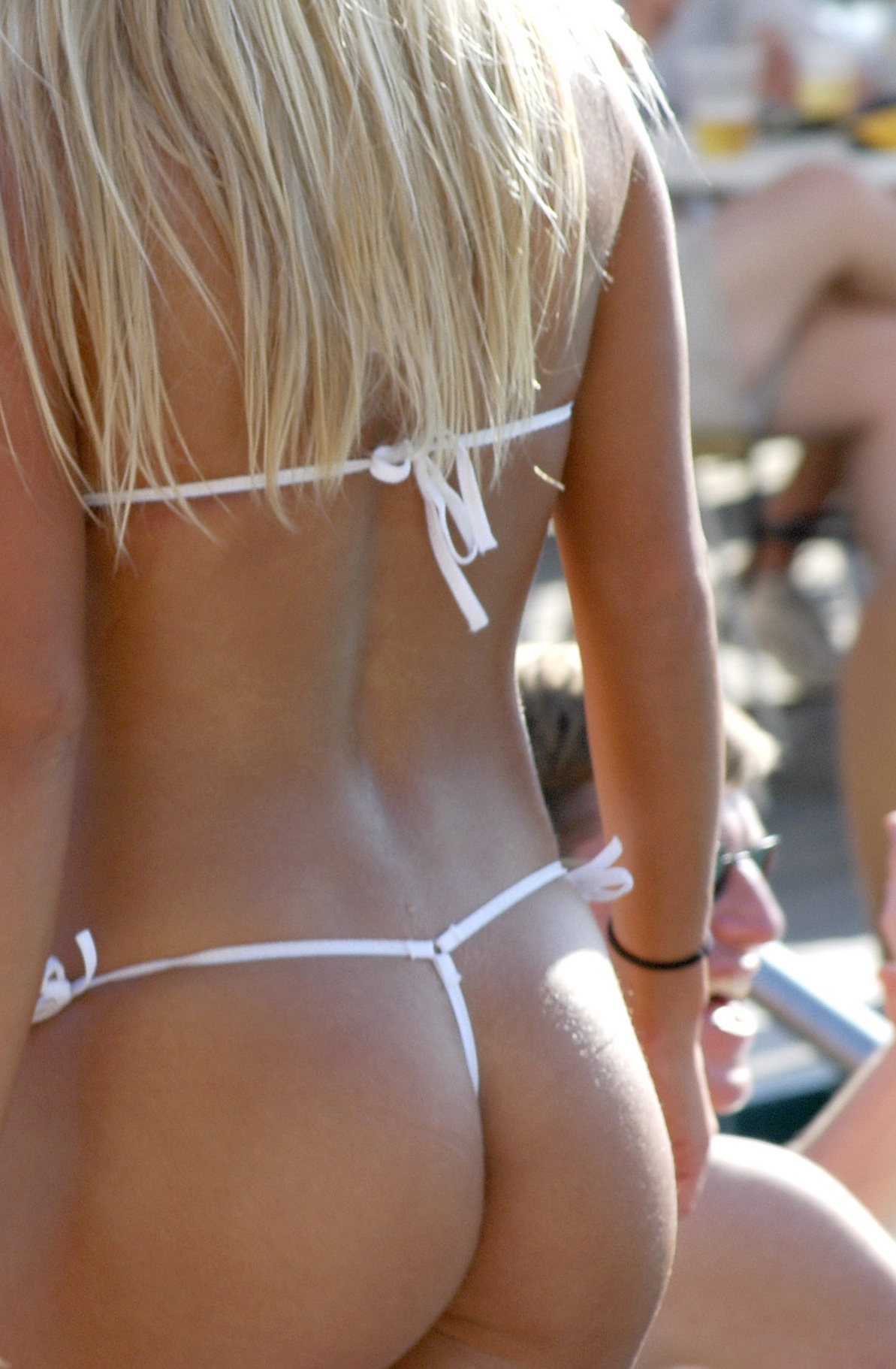
T-стринги в составе купальника

Танга сначала называли «V-шнурками».
Танга происходят от самой ранней формы одежды — набедренной повязки, которая была предметом одежды мужчины. Однако в современной западной культуре танга имеет большее распространение среди женщин, а не мужчин, как в древние времена.
Вероятно, танга были первоначально созданы первобытными народами, чтобы скрыть мужские гениталии. В современной одежде танга сначала стали популярными как вид купальника в Бразилии.

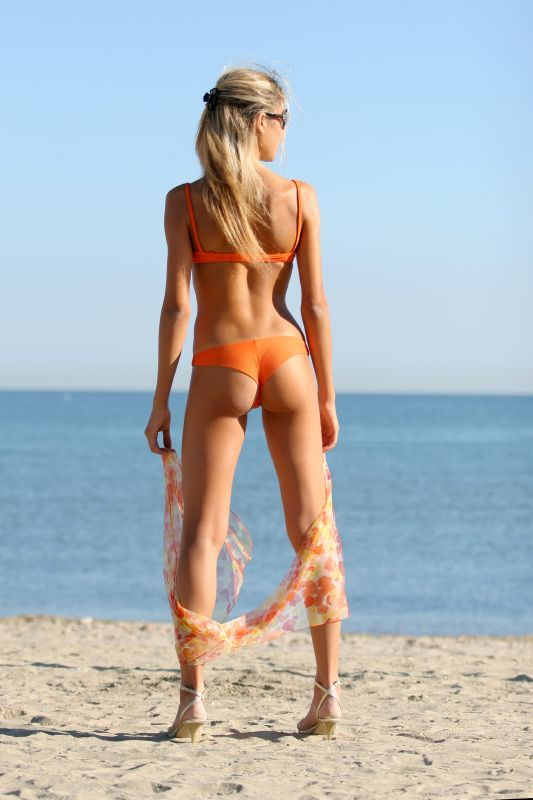
Девушка в чики-стрингах (бразильяна, шортики-стринги)

Происхождение слова «танга» — от древнеанглийского слова «thwong» — гибкий кожаный шнур или плеть: вероятно, это самая ранняя форма одежды, известная человечеству. Создана в Сахаре, где одежду начали использовать почти 75 тысяч лет назад. Многие племена носили танга в течение столетий.
Первый прямой потомок набедренной повязки типа танга — суспензорий — приспособление в виде мешочка (обычно из хлопчатобумажной ткани) для поддерживания мошонки, изобретён в Чикаго в 1874 году .
Первая в истории рекомендация использовать танга: в 1939 году в Нью-Йорке мэр распорядился, чтобы стриптизёрши прикрывали интимные места. Танга дали возможность формально соблюсти данное требование при минимальном изменении внешнего вида танцовщиц.
Первоначально танга получили широкое распространение в США и Европе в 1980-е годы. В настоящее время танга пользуются спросом во всём мире. Распространение танга связано с поп-культурой и, в особенности, поп-музыкой.
В 1990-х танга начали получать широкое распространение и популярность в Соединённых Штатах. Продажи составили более чем $2 миллиарда в 2006 году.
Одно из главных преимуществ, приписанное ношению танга, состоит в том, что такие трусики малозаметны даже под тонким или облегающим предметом одежды светлого цвета. Хотя популярность ношения танга в Америке взлетела только в прошлое десятилетие[когда?], в Европе это было обычным в течение многих лет.
Трусики-стринг очень широко распространены по всему миру, огромная их доля приходится на Бразилию, особенно в период проведения карнавалов и на пляжах.

## Противопоказания

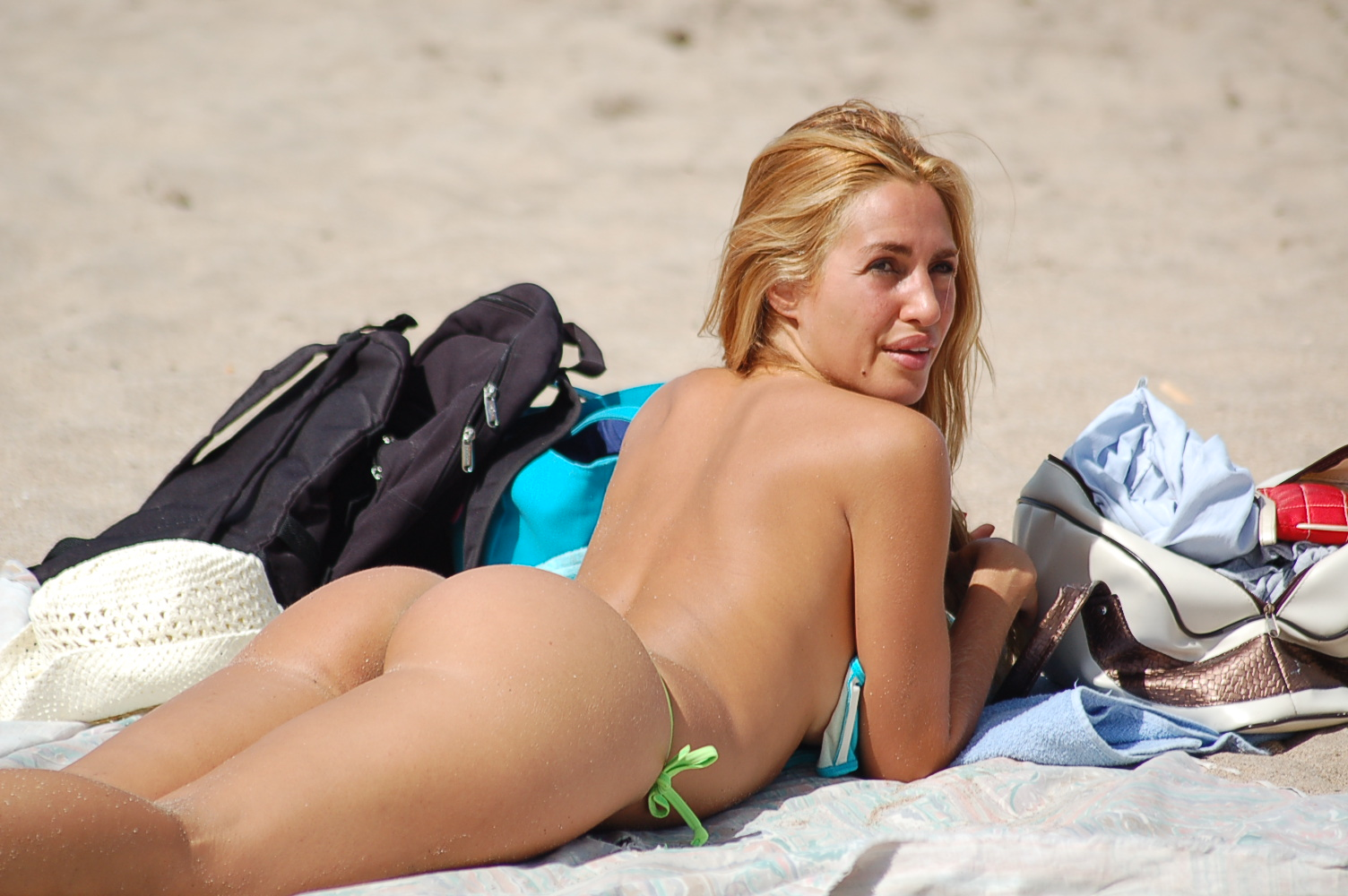
Стринги удобны для загара

Из-за несоблюдения гигиены при носке у многих гинекологов есть ряд нареканий по поводу женского нижнего белья, особенно это относится к трусикам-стрингам и танга. Стринги могут стать причиной распространения бактерий и грибковых инфекций. Также они способны причинить и механические повреждения, натирая кожу в области гениталий.